# Crnogorska republička nogometna liga 1950.
Republička liga Crne Gore (Crnogorska republička nogometna liga) je bila liga četvrtog stupnja nogometnog prvenstva Jugoslavije u sezoni 1950. 
 Sudjelovalo je 8 klubova, a prvak je bio "Bokelj" iz Kotora. 

## Ljestvica
| mj. | klub                  | ut. | pob. | ner. | por. | gol+ | gol- | bod |
| --- | --------------------- | --- | ---- | ---- | ---- | ---- | ---- | --- |
| 1.  | Bokelj Kotor          | 14  | 10   | 1    | 3    | 32   | 11   | 21  |
| 2.  | Arsenal Tivat         | 14  | 9    | 2    | 3    | 30   | 13   | 20  |
| 3.  | Breznik Pljevlja      | 14  | 8    | 1    | 5    | 26   | 19   | 17  |
| 4.  | Radnički Ivangrad     | 14  | 6    | 4    | 4    | 29   | 20   | 16  |
| 5.  | Iskra Danilovgrad     | 14  | 3    | 6    | 5    | 20   | 24   | 12  |
| 6.  | Mornar Bar            | 14  | 5    | 2    | 7    | 19   | 30   | 12  |
| 7.  | Lovćen Cetinje        | 14  | 5    | 1    | 8    | 19   | 28   | 11  |
| 8.  | Bratstvo Bijelo Polje | 14  | 1    | 1    | 12   | 6    | 38   | 3   |

- Ivangrad – tadašnji naziv za Berane
- "Breznik" iz Pljevlja pred početak sezone promijenio ime iz "Velimir Jakić"
- "Radnički" iz Ivangrada pred početak sezone promijenio ime iz "Ika"
- "Mornar" iz Bara pred početak sezone promijenio ime iz "Tempo"

## Rezultatska križaljka
| kratica | klub                  | ARS | BOK | BRA | BRE | ISK | LOV | MOR | RAD |
| --- | --------------------- | --- | --- | --- | --- | --- | --- | --- | --- |
| ARS | Arsenal Tivat         |     |     |     |     |     |     |     |     |
| BOK | Bokelj Kotor          |     |     |     |     |     |     |     |     |
| BRA | Bratstvo Bijelo Polje |     |     |     |     |     |     |     |     |
| BRE | Breznik Pljevlja      |     |     |     |     |     |     |     |     |
| ISK | Iskra Danilovgrad     |     |     |     |     |     |     |     |     |
| LOV | Lovćen Cetinje        |     |     |     |     |     |     |     |     |
| MOR | Mornar Bar            |     |     |     |     |     |     |     |     |
| RAD | Radnički Ivangrad     |     |     |     |     |     |     |     |     |
| |                       |     |     |     |     |     |     |     |     |
| podebljan rezultat - utakmice od 1. do 7. kola (1. utakmica između klubova) rezultat normalne debljine - utakmice od 8. do 14. kola (2. utakmica između klubova) rezultat nakošen - nije vidljiv redoslijed odigravanja međusobnih utakmica iz dostupnih izvora rezultat nakošen i smanjen * - iz dostupnih izvora nije uočljiv domaćin susreta prekrižen rezultat - poništena ili brisana utakmica p - utakmica prekinuta 3:0 p.f. / 0:3 p.f. - rezultat 3:0 bez borbe n.i. - nije igrano |                       |     |     |     |     |     |     |     |     |

 Izvori: 

## Unutrašnje poveznice
- Treća savezna liga 1950.